# Radiobil
Radiobiler er en forlystelse, som findes i mange forlystelsesparker (bl.a. Tivoli og Dyrehavsbakken). Forlystelsen består af en slags køretøjer, som kører på en metalpladebane. I disse gælder det om enten at køre ind i eller at undgå hinanden.

## Udstyr
Der er en antenne bag i hver bil, som fører til loftet, hvilket er et strømførende metalgitter, som skaber et elektrisk kredsløb med gulvet, hvorved bilerne får energi. Bilerne har en speederpedal og et rat. Desuden er der en tyk gummiring hele vejen rundt om bilen, som mest beskytter bilerne, men selvfølgelig også brugerne, når de støder ind i hinanden.
Når elektriske biler i Tivoli og andre forlystelsesparker kaldes radiobiler, må det være fordi strømaftageren har fået nogen til at tænke på en radioantenne.
- Wikimedia Commons har flere filer relateret til Radiobil

| Spil | Spire Denne artikel om spil eller lege er en spire som bør udbygges. Du er velkommen til at hjælpe Wikipedia ved at udvide den. |